# Mfoumenselek I
 (mai 2020).
Si vous disposez d'ouvrages ou d'articles de référence ou si vous connaissez des sites web de qualité traitant du thème abordé ici, merci de compléter l'article en donnant les références utiles à sa vérifiabilité et en les liant à la section « Notes et références ».
Mfoumenselek I (ou Ofoumou Nselek I) est un village de la Région du Centre au Cameroun, localisé dans l'arrondissement de Bikok et le département de la Méfou-et-Akono. Il est limitrophe de Mbal-Elon et Nkol-Messi. Ses voisins sont : Nkong-Dougou, Meyila, Bikop.

## Personnalités nées à Mfoumenselek I
- Étienne Ntsama (1942-2006), ancien ministre et diplomate[1]